# Les Baux-de-Provence

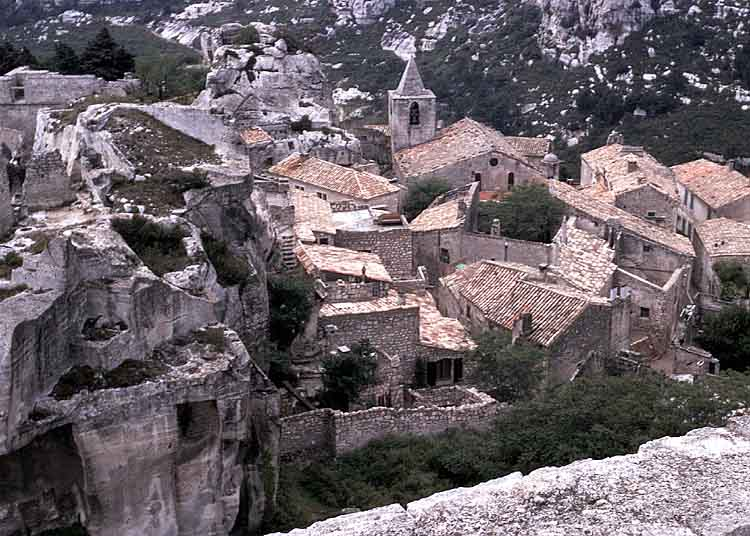
Les Baux-de-Provence

Les Baux-de-Provence – miejscowość i gmina we Francji, w regionie Prowansja-Alpy-Lazurowe Wybrzeże, w departamencie Delta Rodanu.
Według danych na rok 1990 gminę zamieszkiwało 457 osób, a gęstość zaludnienia wynosiła 25 osób/km² (wśród 963 gmin regionu Prowansja-Alpy-Lazurowe Wybrzeże LesBaux-de-Provence plasuje się na 501. miejscu pod względem liczby ludności, natomiast pod względem powierzchni na miejscu 528.).
Nazwa miejscowości pochodzi od oksytańskiego słowa baus, oznaczającego urwisko, skalisty stok. Pierwotnie nazywana po prostu Les Baux, od 13 sierpnia 1958 r. nosi aktualną nazwę Les Baux-de-Provence.
Miejscowość dała swą nazwę boksytowi (fr. bauxite) – rudzie aluminium, która tu właśnie została w 1821 r. odkryta i opisana przez francuskiego mineraloga i geologa Pierre’a Berthiera. W okolicy tej boksyty wydobywano na skalę przemysłową od początku lat 70. do początków lat 90. XX w.